# Гайдук, Виталий Анатольевич
Вита́лий Анато́льевич Гайду́к (укр. Віталій Анатолійович Гайдук, род. 19 июля 1957, Хлебодаровка Волновахского района Сталинской области) — крупный украинский бизнесмен, государственный деятель, с октября 2006 по май 2007 — секретарь СНБО (Совета национальной безопасности и обороны Украины). Совладелец корпорации «Индустриальный союз Донбасса» («ИСД»).

## Образование
С 1975 по 1980 год учился в Донецком политехническом институте по специальности «Экономика и организация машиностроительной промышленности».
Кандидат экономических наук. Кандидатская диссертация «Организационно-экономический механизм управления лизингом» (Институт экономики промышленности Национальной академии наук Украины, 2001).
Академик Академии экономических наук Украины.

## Биография
Первый руководящий пост занял в 80-х годов XX века, возглавив Зуевский энергомеханический завод (г. Зугрэс Донецкой области, административно входит в состав г. Харцызска). В то время поддерживал неплохие отношения с 1-м секретарем Харцызского горкома Коммунистической партии УССР Сергеем Тулубом, работал на множестве руководящих постов).
В 1994—1997 годах работал заместителем главы Донецкой областной госадминистрации Владимира Щербаня. Именно в это время при непосредственном участии Гайдука появилась корпорация «Индустриальный союз Донбасса». Умелое использование админресурса за короткое время сделало корпорацию крупнейшим газотрейдером Донецкой области. Именно торговля газом, в которой крайне активно применялись бартерные схемы, стала основой быстрого накопления капитала ИСД. Бытует мнение, что в то время за ИСД стоял бизнесмен Ринат Ахметов.
В 2000—2002 годах — первый заместитель министра, министр топлива и энергетики.
С ноября 2002 — вице-премьер по ТЭК.
В декабре 2003 резко выступил против решения правительства о реверсе нефтепровода Одесса-Броды, после чего был отправлен в отставку. Некоторые наблюдатели склонны полагать, что Гайдук критиковал правительство уже зная о своей отставке.
В конце 2005 Виктор Ющенко планировал назначить Виталия Гайдука вице-премьером по ТЭК, но против этого назначения выступили глава НАК «Нафтогаз Украины» Алексей Ивченко и глава Минтопэнерго Иван Плачков.
По мнению «Главкома», «при президентстве Ющенко у Сергея Таруты и Виталия Гайдука был неформальный статус „оранжевых донецких“».
По мнению наблюдателей, назначение Виталия Гайдука руководителем СНБО было вызвано желанием использовать стоящий за Виталием Гайдуком «Индустриальный союз Донбасса» в качестве противовеса финансово-промышленной группе Рината Ахметова, стоящей за Виктором Януковичем.
11 мая 2007 Виктор Ющенко снял Виталия Гайдука с должности секретаря Совета национальной безопасности и обороны, назначив вместо него Ивана Плюща.
Как отмечает «Новая газета», «в 2010 году контрольный пакет акций ИСД был продан новым российским инвесторам, Гайдук стал личностью непубличной и фактически исчез из медиапространства».
В 2013 году, по данным Forbes, его состояние оценивалось в $526 млн (18-е место в рейтинге «100 богатейших украинских бизнесменов»).

## Награды и звания
- Заслуженный энергетик СНГ.
- Знаки «Шахтёрская слава» III, II, I степеней.
- Почётная грамота Кабинета Министров Украины (август 2004).
- Орден «За заслуги» III степени (август 2005)[14].
- Орден князя Ярослава Мудрого V степени (июль 2007)[15].

Государственный служащий 1-го ранга (с января 2007).